# Просвирнин, Лев Владимирович
Лев Владимирович Просвирнин (1926—1995) — советский инженер-конструктор, кандидат технических наук (1983); Главный конструктор ППЗ МСМ СССР (1963—1989). Лауреат Государственной премии СССР (1982).

## Биография
Родился 9 августа 1926 года в Перми. С 1944 года в ВМФ СССР, участник Великой Отечественной войны — матрос Северного морского пароходства, участвовал в северных конвоях.
В 1952 году после окончания Пензенского индустриального института получил специальность инженер-механика.
С 1952 года — на предприятиях атомной промышленности СССР: работал в закрытом городе Арзамас-16 — инженер-конструктор, старшим инженер-конструктор и начальником Конструкторского отдела СКБ КБ-11 ПГУ при СМ СССР — МСМ СССР.
С 1963 работал в закрытом городе Пенза-19 —начальником отдела, заместителем главного конструктора, с 1967 по 1989 годы был начальником Серийного КБ — главным конструктором Пензенского приборостроительного завода МСМ СССР, курировал конструкторское сопровождение производства ядерных боезарядов.
С 1989 года на пенсии.

## Награды
Источники:

### Ордена
- Орден Отечественной войны 2-й степени (1985)
- Три Ордена «Знак Почёта» (1960, 1966, 1976)

### Медали
- Медаль «За трудовое отличие» (1956)
- Серебряная медаль ВДНХ (1985)

### Премии
- Государственная премия СССР (1982)